# Rhytisma eucalypti
Rhytisma eucalypti är en svampart som beskrevs av Ettingsh. & Garden{?} 1880. Rhytisma eucalypti ingår i släktet Rhytisma och familjen Rhytismataceae.   Inga underarter finns listade i Catalogue of Life.